# Flaccus
Flaccus is een cognomen dat betekent: "die met de grote oren". De naam kwam in vele Romeinse families voor, maar werd vooral gebruikt door de Fulvii, een familie uit de stand van de plebejers. Deze familie werd als een van de voornaamste families in Rome beschouwd. De naam Flaccus zal als bijnaam zijn gegeven aan de stichter van de familietak, Marcus Fulvius Flaccus. Volgens Cicero en Plinius kwamen de Fulvii oorpronkelijk uit Tusculum, waar in de 1e eeuw n.Chr. nog nazaten woonden.
Ook in andere families kwam de naam voor. De bekendste drager van het cognomen is de dichter Horatius, de voluit Quintus Horatius Flaccus heette.

## Fulvii Flacci
- Marcus Fulvius Flaccus (consul in 264 v.Chr.)
- Marcus Fulvius Flaccus (consul in 125 v.Chr.)
- Quintus Fulvius Flaccus

## Valerii Flacci
- Gaius Valerius Flaccus (dichter)
- Lucius Valerius Flaccus (diverse Romeinse politici en generaals)

## Overige naamdragers
- Aulus Avillius Flaccus (Praefectus Alexandreae et Aegypti)
- Calpurnius Flaccus (schrijver)
- Quintus Horatius Flaccus (schrijver)
- Aulus Persius Flaccus (satiricus)
- Lucius Pomponius Flaccus
- Pomponius Flaccus
- Siculus Flaccus (grammaticus)
- Verrius Flaccus (vrijgelatene en geleerde)